# Berserker

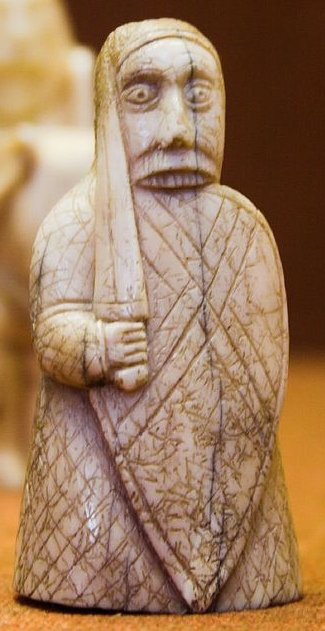
Een van de 12-eeuwse Lewis-schaakstukken. Het schaakstuk stelt waarschijnlijk een berserker voor die in zijn schild bijt.

Berserkers waren Viking-krijgers die zich opwonden tot een staat van extase; in deze staat waren ze formidabele krijgers en schijnbaar ongevoelig voor pijn. 
Ze droegen huiden van beren die ze met de hand gedood zouden hebben. Die berenvellen droegen ze om gebruik te maken van de angst die mensen hadden voor wilde dieren. Hun naam is hieruit afgeleid: ber betekent beer, en serk betekent huid. Als ze zich in de strijd stortten, ontdeden ze zich van hun berenvellen en vochten in ontbloot bovenlijf.

## Ritueel
Tot het inleidingsritueel tot de strijd behoorden rituele groepszang en dans, waardoor de krijgers in een roes geraakten en in strijdwoede ontstaken. Deze rituelen gaven hen een gevoel van onkwetsbaarheid en zij gaven zich daardoor volledig en met eigen doodsverachting over aan de strijd. Deze rituelen gingen waarschijnlijk gepaard met het gebruik van hallucinogene middelen zoals vliegenzwam met mede gemengd, waardoor ze zich niets van pijn of wonden aantrokken gedurende de strijd. Ook het gebruik van bilzekruid (Hysocyamus niger) kan een dergelijke roes teweeg gebracht hebben.
Dit ritueel herinnert aan vergelijkbare dans- en zangrituelen met wijn en kruiden van de uit Thracië (en daarvoor uit Perzië) afkomstige cultus van Dionysos die in het oude Griekenland doordrong, overigens zeer tegen de zin van de op orde en ratio gestelde Griekse (en later, toen de cultus daar doordrong, Romeinse) overheid.